# .mv
‎.mv‏ دامنه اینترنتی اختصاص داده شده به جمهوری مالدیو است.